# Machelen
Machelen è un comune del Brabante Fiammingo (Belgio).
È con ogni probabilità la città natale del compositore fiammingo del cinquecento Cipriano de Rore.

## Società

### Evoluzione demografica
- Uomini: 6.002 (48,16%)
- Donne: 6.461 (51,84%)